# Baula
Baula – wygasły wulkan (934 m) położony w Islandii, zlokalizowany w pobliżu drogi Hringvegur.